# Brendon de Jonge
Brendon de Jonge (Harare, 18 juni 1980) is een professionele golfer uit Zimbabwe. 

## Amateur
De Jonge studeerde aan de Virginia Tech in 2002 en 2003, en speelde voor het golfteam met onder andere Johnson Wagner.

### Gewonnen
- 1998: David Leadbetter Junior Invitational
- 1999: Zimbabwe Amateur Open

## Professional
Brendon de Jonge werd in 2003 professional. Hij speelde van 2004-2006 en in 2008 op de Nationwide Tour. Eind 2006 haalde hij op de Tourschool een kaart voor de Amerikaanse PGA Tour van 2007, maar die verloor hij aan het einde van het seizoen. Terug op de Nationwide Tour behaalde hij in 2008 zijn eerste professional overwinning en eindigde dat jaar als 2de van de Order of Merit. Hij werd ook 'Speler van het Jaar'.
In 2009 speelde hij weer op de Amerikaanse PGA Tour waar hij 139ste werd; via de Tourschool verbeterde hij zijn categorie voor 2010
In 2010 behaalde hij drie top 10-plaatsen op de tour voordat hij zich kwalificeerde in Columbus, Ohio voor het US Open waar hij na de eerste ronde aan de leiding stond met een score van -2. 

### Gewonnen

#### Nationwide Tour
- 2008: Xerox Invitational

### Teams
- World Cup: 2011 (met Bruce McDonald)